# Condado de Kenedy
El Condado de Kenedy es uno de los 254 condados del estado estadounidense de Texas. La sede del condado es Sarita, así como su mayor ciudad. El condado posee un área de 5.039 km² (los cuales 1.266 km² están cubiertos por agua), la población de 414 habitantes, y la densidad de población es de 0,1 hab/km² (según censo nacional de 2000). Este condado fue fundado en 1921. Es el tercer condado menos habitado de Texas y es el cuarto menos habitado del país en términos de población. Está solamente atrás de los condados de Loving, Kalawao y King.